# Valdese
Valdese és una població dels Estats Units a l'estat de Carolina del Nord. Segons el cens del 2000 tenia 4.485 habitants.

## Demografia
Segons el cens del 2000, Valdese tenia 4.485 habitants, 1.886 habitatges i 1.180 famílies. La densitat de població era de 318,3 habitants per km².
Dels 1.886 habitatges en un 28,3% hi vivien nens de menys de 18 anys, en un 46,5% hi vivien parelles casades, en un 12% dones solteres, i en un 37,4% no eren unitats familiars. En el 33,8% dels habitatges hi vivien persones soles el 16,5% de les quals corresponia a persones de 65 anys o més que vivien soles. El nombre mitjà de persones vivint en cada habitatge era de 2,29 i el nombre mitjà de persones que vivien en cada família era de 2,9.
Per edats la població es repartia de la següent manera: un 23,5% tenia menys de 18 anys, un 7% entre 18 i 24, un 26,8% entre 25 i 44, un 22,1% de 45 a 60 i un 20,6% 65 anys o més.
L'edat mediana era de 40 anys. Per cada 100 dones de 18 o més anys hi havia 78,6 homes.
La renda mediana per habitatge era de 30.617 $ i la renda mediana per família de 41.411 $. Els homes tenien una renda mediana de 27.482 $ mentre que les dones 22.429 $. La renda per capita de la població era de 18.965 $. Entorn del 8,3% de les famílies i l'11,9% de la població estaven per davall del llindar de pobresa.

## Poblacions més properes
El següent diagrama mostra les poblacions més properes.